# Нью-Оксфорд (Пенсільванія)
Нью-Оксфорд (англ. New Oxford) — місто (англ. borough) в США, в окрузі Адамс штату Пенсільванія. Населення — 1868 осіб (2020).

## Географія
Нью-Оксфорд розташований за координатами 39°51′47″ пн. ш. 77°3′20″ зх. д. / 39.86306° пн. ш. 77.05556° зх. д. (39.863001, -77.055477).  За даними Бюро перепису населення США в 2010 році місто мало площу 1,60 км², уся площа — суходіл.

## Демографія
Згідно з переписом 2010 року, у селищі мешкали 1783 особи в 737 домогосподарствах у складі 465 родин. Густота населення становила 1112 осіб/км².  Було 784 помешкання (489/км²).
Расовий склад населення:
| - 90,7 % — білих - 1,8 % — чорних або афроамериканців - 0,7 % — корінних американців - 0,4 % — азіатів - 0,1 % — вихідців з тихоокеанських островів - 5,2 % — осіб інших рас |

До двох чи більше рас належало 1,1 %. Частка іспаномовних становила 15,4 % від усіх жителів.
За віковим діапазоном населення розподілялося таким чином: 26,0 % — особи молодші 18 років, 59,9 % — особи у віці 18—64 років, 14,1 % — особи у віці 65 років та старші. Медіана віку мешканця становила 37,1 року. На 100 осіб жіночої статі у селищі припадало 86,5 чоловіків;  на 100 жінок у віці від 18 років та старших — 84,1 чоловіків також старших 18 років.
Середній дохід на одне домашнє господарство  становив 58 033 долари США (медіана — 45 543), а середній дохід на одну сім'ю — 66 943 долари (медіана — 56 771). Медіана доходів становила 34 464 долари для чоловіків та 32 813 долари для жінок. За межею бідності перебувало 21,0 % осіб, у тому числі 37,1 % дітей у віці до 18 років та 8,3 % осіб у віці 65 років та старших.
Цивільне працевлаштоване населення становило 1067 осіб. Основні галузі зайнятості: виробництво — 24,9 %, освіта, охорона здоров'я та соціальна допомога — 22,5 %, роздрібна торгівля — 11,8 %, будівництво — 7,7 %.